# Nhà Bè (huyện)
Nhà Bè là một huyện ven đô cũ thuộc Thành phố Hồ Chí Minh, Việt Nam.

## Địa lý
Huyện Nhà Bè nằm ở phía đông nam Thành phố Hồ Chí Minh, cách trung tâm thành phố khoảng 12 km. Huyện có vị trí địa lý:
- Phía đông giáp huyện Nhơn Trạch, tỉnh Đồng Nai (qua sông Nhà Bè) và huyện Cần Giờ (qua sông Soài Rạp)
- Phía tây giáp huyện Bình Chánh
- Phía nam giáp huyện Cần Giuộc, tỉnh Long An và huyện Cần Giờ
- Phía bắc giáp Quận 7.

Huyện có diện tích 100,43 km², dân số là 206.837 người, mật độ dân số đạt 2.060 người/km².
Huyện Nhà Bè nằm án ngữ trên đoạn đường thủy huyết mạch từ Biển Đông vào nội thành của Thành phố Hồ Chí Minh, tiếp giáp với rừng Sác. Ở phía tây huyện Nhà Bè, con kênh Cây Khô nằm trên tuyến đường thủy từ đồng bằng sông Cửu Long về Thành phố Hồ Chí Minh.
Hệ thống sông ngòi chằng chịt thuận lợi cho việc mở rộng mạng lưới giao thông đường thủy đi khắp nơi, có điều kiện xây dựng các cảng nước sâu đủ sức tiếp nhận các tàu có trọng tải lớn cập cảng. Với điều kiện tự nhiên thuận lợi và nguồn nhân lực dồi dào, Nhà Bè đóng một vai trò quan trọng về mặt kinh tế. Bên cạnh đó, Nhà Bè còn được xem là một vị trí có ý nghĩa đặc biệt về mặt chiến lược.
Do ở gần cửa sông, tiếp giáp với biển, nên nguồn nước ngọt dành cho sinh hoạt và sản xuất của huyện rất khan hiếm, vào mùa khô thường xuyên thiếu nước. Ngoài ra, những năm gần đây hiện tượng sạt lở đất đai xảy ra thường xuyên ảnh hưởng đến tính mạng và tài sản của người dân.

## Hành chính

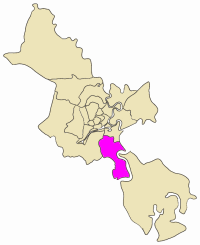
Vị trí huyện Nhà Bè trên bản đồ Thành phố Hồ Chí Minh

Huyện Nhà Bè có 7 đơn vị hành chính cấp xã trực thuộc, bao gồm thị trấn Nhà Bè và 6 xã: Hiệp Phước, Long Thới, Nhơn Đức, Phú Xuân (huyện lỵ), Phước Kiển, Phước Lộc.

## Đường phố
- Bờ Tây
- Dương Cát Lợi
- Đặng Nhữ Lâm
- Đào Sư Tích
- Đào Tông Nguyên
- Dương Thị Năm
- Huỳnh Tấn Phát
- Lê Thị Kỉnh
- Lê Văn Lương
- Long Thới
- Ngô Quang Thắm
- Nguyễn Bình
- Nguyễn Hữu Thọ
- Nguyễn Thị Hương
- Nguyễn Văn Ràng
- Nguyễn Văn Tạo
- Nhơn Đức
- Phạm Hữu Lầu
- Phạm Thị Kỳ
- Phạm Thị Quy
- Phước Lộc
- Tân Kiểng
- Trần Thị Liền
- Trần Thị Tao.

## Lịch sử

### Thời phong kiến
Mùa xuân năm 1698, Thống soái Nguyễn Hữu Cảnh được Võ Vương Nguyễn Phúc Chu cử vào Nam kinh lược kể từ thời điểm này, các thôn ấp ở Nhà Bè chính thức trở thành đơn vị hành chính thuộc huyện Tân Bình, dinh Phiên Trấn.
| “ | Lấy đất Đồng Nai đặt làm phủ Gia Định…, lập xứ Sài Gòn làm huyện Tân Bình, dựng dinh Phiên Trấn. | ” |

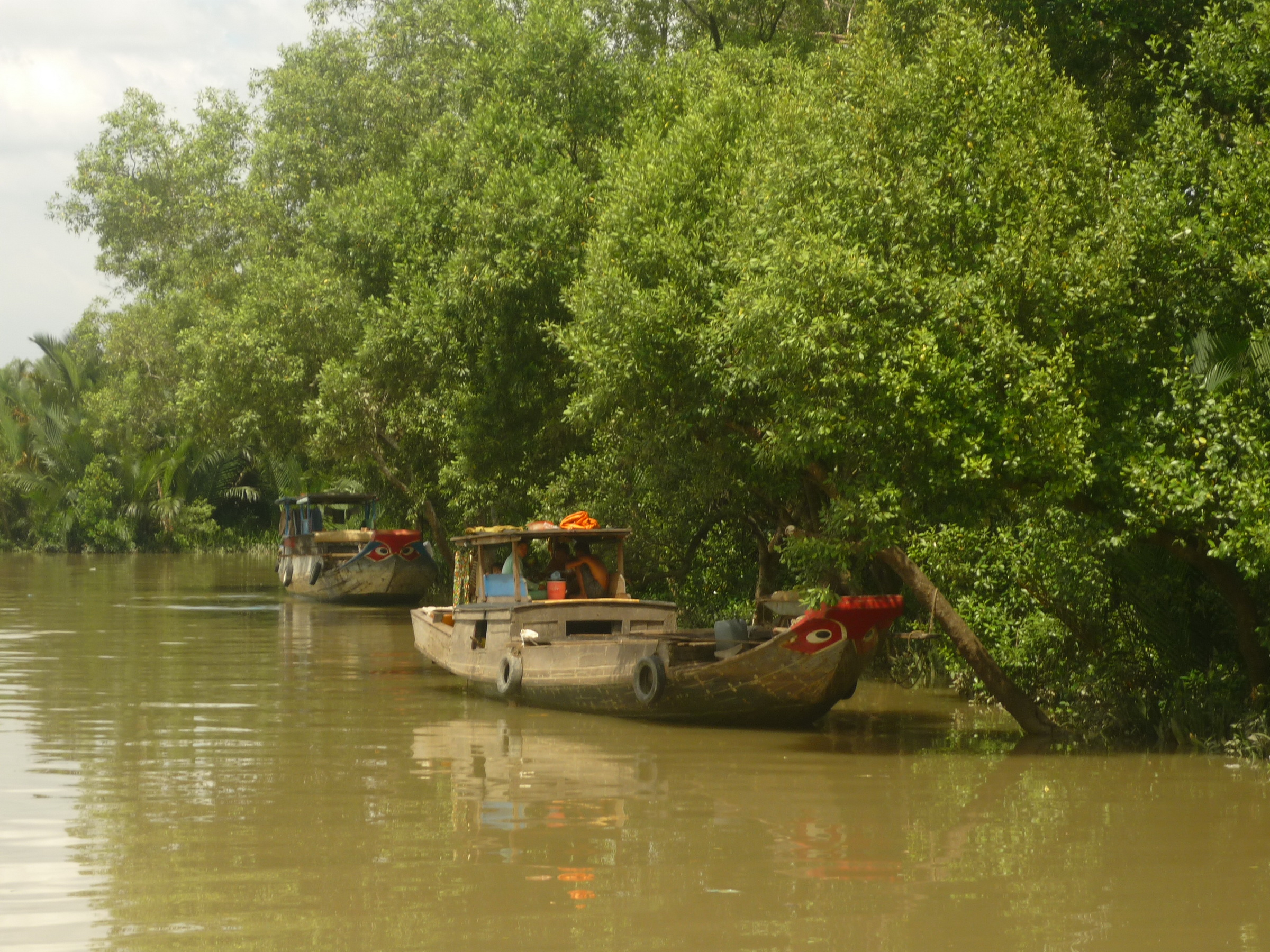
Một đoạn sông tại huyện Nhà Bè

Vào khoảng nửa đầu thế kỷ XVIII, Tên gọi Nhà Bè xuất hiện, khi công cuộc khẩn hoang được các Chúa Nguyễn đẩy mạnh với quy mô lớn. Nhiều cư dân đàng ngoài xuôi thuyền vào tới sông Soài Rạp gặp dòng nước ngược nên đã kết bè trên sông, làm nơi nấu nướng, sinh hoạt cho cả đoàn thuyền. Lòng thuyền chật hẹp nấu nướng khó khăn nên có một người tên Võ Thủ Hoằng đã nảy ra sáng kiến cho đốn tre kết làm bè neo trên sông, làm nơi nấu nướng, sinh hoạt cho cả đoàn thuyền. Về sau, nhiều người cũng kết thành hai ba chục chiếc bè làm chỗ buôn bán, trao đổi hàng hoá. Khoảng sông này ngày càng tấp nập đông vui và địa danh Nhà Bè được ra đời.
| “                             | Lúc ấy dân cư thưa thớt lại xa xôi, đò xa thuyền nhỏ, hành khách thường khổ sở về chuyện ăn uống. Có người nhà giàu ở tổng Tân Chánh là Võ Thủ Hoằng bó tre làm bè, dựng nhà, sắm đủ đồ dùng nấu nướng để hành khách tự ý lấy dùng, không phải trả tiền. Sau đó người buôn bán cũng đóng bè, bán thức ăn, nhiều đến hai ba chục bè. Họp thành chợ sông, vì thế chỗ này gọi là Nhà Bè.... | ” |
| — Sách Đại Nam nhất thống chí | |   |

Năm 1808, vua Gia Long đổi dinh Phiên Trấn thành Trấn Phiên An, quản trị phủ Tân Bình gồm 4 huyện. Các thôn xã thuộc khu vực Nhà Bè lúc này trực thuộc tổng Tân Phong và tổng Bình Trị thuộc 2 huyện Tân Long và Bình Dương.
Năm 1836, đổi tên trấn Phiên An thành tỉnh Phiên An, và cải thành tỉnh Gia Định. Thời điểm này các thôn xã thuộc khu vực Nhà Bè nằm trong tổng Bình Trị Thượng, huyện Bình Dương, phủ Tân Bình và tổng Tân Phong Hạ thuộc huyện Tân Long, phủ Tân Bình, tỉnh Gia Định.

### Thời Pháp thuộc
Ngày 5 tháng 6 năm 1882, Sau hiệp ước Nhâm Tuất, Pháp tổ chức cai trị 3 tỉnh miền Đông Nam kỳ. Khi ấy cơ cấu hành chính vẫn giữ nguyên. Mãi năm 1866, Pháp sáp nhập hai huyện Bình Dương và Bình Long thành hạt Sài Gòn, và đổi tên thành hạt Gia Định gồm 19 tổng. Trong đó, tổng Bình Trị Hạ gồm 9 làng và tổng Dương Hòa Hạ gồm 12 làng thuộc địa phận huyện Nhà Bè ngày nay.
Ngày 18 tháng 12 năm 1872, thực dân Pháp thành lập tổng Cần Giờ gồm 05 làng, từ phần đất cắt ra của hai tổng: Bình Trị Trung và Bình Trị Hạ vốn thuộc huyện Bình Dương, phủ Tân Bình, tỉnh Gia Định vào thời Nhà Nguyễn độc lập.
Ngày 28 tháng 2 năm 1875, thành lập thêm tổng An Thít do chia tách từ tổng Cần Giờ.
Tỉnh Gia Định từ ngày 1 tháng 1 năm 1911 chia thành 4 quận: Hóc Môn, Thủ Đức, Gò Vấp và Nhà Bè. Quận Nhà Bè có bốn tổng: Bình Trị Hạ, Dương Hòa Hạ, An Thít (còn gọi là An Thịt) và Cần Giờ. Trong đó, hai tổng Bình Trị Hạ và Dương Hòa Hạ tương đương với địa bàn huyện Nhà Bè ngày nay.
Ngày 3 tháng 5 năm 1947, hai tổng: Cần Giờ và An Thít của quận Nhà Bè tách khỏi tỉnh Gia Định, chuyển sang thuộc tỉnh Vũng Tàu, lập mới quận Cần Giờ thuộc tỉnh Vũng Tàu (đến năm 1952 tỉnh này đổi thành thị xã Vũng Tàu). Quận Cần Giờ gồm 2 tổng: Cần Giờ và An Thít.

### Thời Việt Nam Cộng hòa
Năm 1955, quận Nhà Bè có 11 làng:

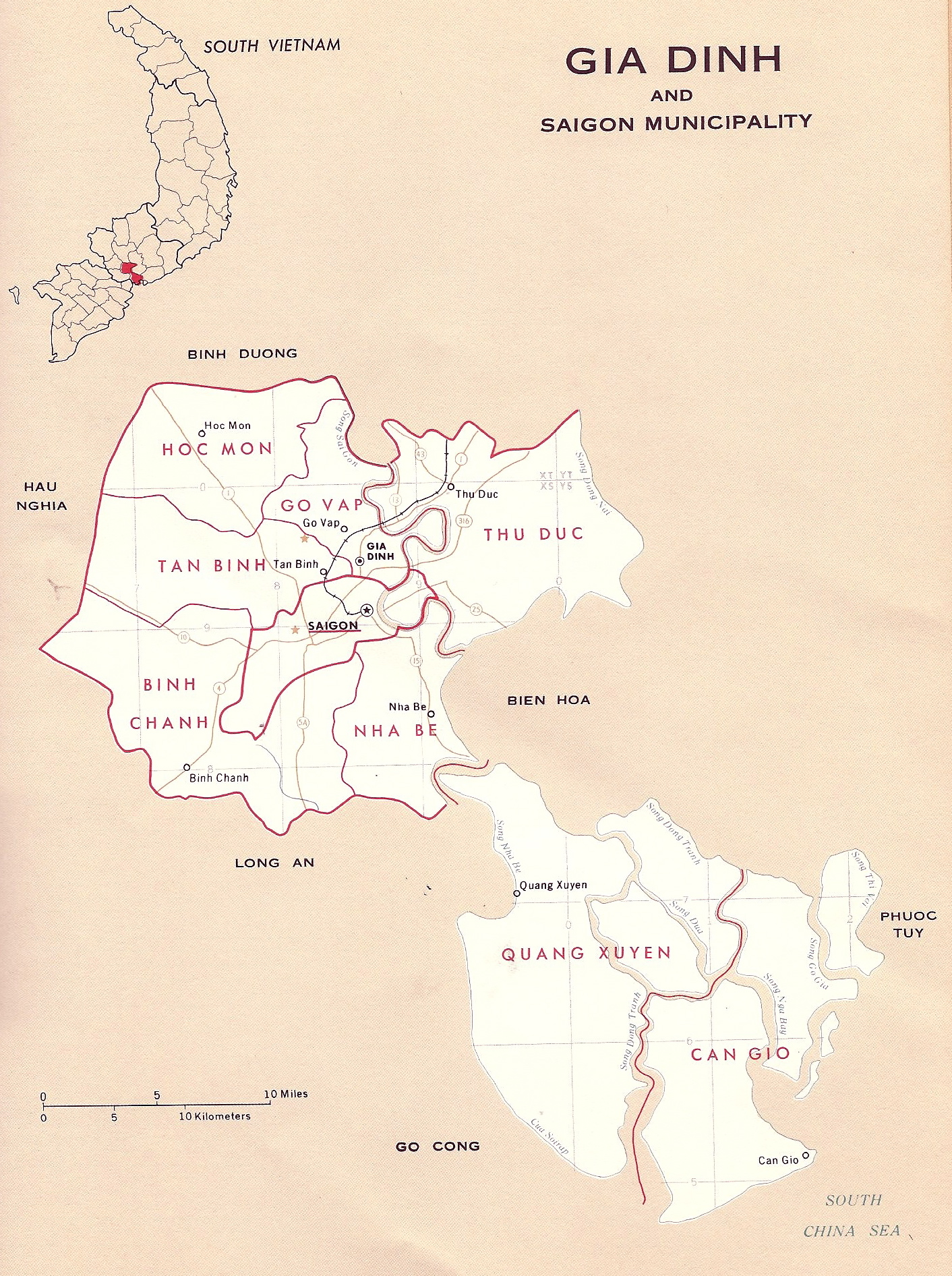
Bản đồ tỉnh Gia Định thời Việt Nam Cộng hòa

- Tổng Bình Trị Hạ có 05 làng: Phú Mỹ Tây, Phú Xuân Hội, Phước Long Đông, Tân Quy Đông và Tân Thuận Đông;
- Tổng Dương Hòa Hạ có 06 làng: Long Kiểng, Phước Lộc Thôn, Nhơn Đức, Long Đức, Hiệp Phước và Phú Lễ.

Sau năm 1956, các làng gọi là xã. Quận lỵ Nhà Bè đặt tại xã Phú Xuân Hội.
Ngày 24 tháng 4 năm 1957, chính quyền cắt bốn xã: Long Đức, Nhơn Đức, Hiệp Phước và Phú Lễ của tổng Dương Hòa Hạ, quận Nhà Bè chuyển sang thuộc quận Cần Giuộc, tỉnh Long An. Riêng hai xã: Long Kiểng và Phước Lộc Thôn của tổng này nhập vào tổng Bình Trị Hạ, quận Nhà Bè. Quận Nhà Bè còn 01 tổng là Bình Trị Hạ với 07 xã.
Ngày 31 tháng 8 năm 1961, hai xã Long Đức và Nhơn Đức thuộc tổng Dương Hòa Hạ, quận Cần Giuộc, tỉnh Long An trả lại cho quận Nhà Bè (nhập vào tổng Bình Trị Hạ). Như thế quận này có 09 xã.
Sau nhiều lần thay đổi, điều chỉnh địa giới hành chính, đến cuối năm 1962, quận Nhà Bè có một tổng là Bình Trị Hạ. Từ năm 1962 chính quyền bỏ dần, đến năm 1965 bỏ hẳn cấp hành chính tổng, các xã trực tiếp thuộc quận.
Cho đến ngày 29 tháng 4 năm 1975, quận Nhà Bè có 09 xã trực thuộc: Phú Mỹ Tây, Phú Xuân Hội, Phước Long Đông, Tân Quy Đông, Tân Thuận Đông, Long Kiểng, Phước Lộc Thôn, Nhơn Đức, Long Đức.

### Từ năm 1975 đến nay
Sau khi Chính phủ Cách mạng lâm thời Cộng hòa Miền Nam Việt Nam tiếp quản Đô thành Sài Gòn và các vùng lân cận vào ngày 30 tháng 4 năm 1975, ngày 3 tháng 5 năm 1975 thành phố Sài Gòn - Gia Định được thành lập. Theo nghị quyết ngày 9 tháng 5 năm 1975 của Ban Chấp hành Đảng bộ Đảng Lao động Việt Nam thành phố Sài Gòn - Gia Định, huyện Nhà Bè được thành lập, bao gồm cả xã Hiệp Phước thuộc quận Cần Giuộc, tỉnh Long An thời Việt Nam Cộng hòa.
Ngày 20 tháng 5 năm 1976, tổ chức hành chánh thành phố Sài Gòn - Gia Định được sắp xếp lần hai (theo quyết định số 301/UB ngày 20 tháng 5 năm 1976 của Ủy ban Nhân dân Cách mạng thành phố Sài Gòn - Gia Định). Theo đó, vẫn giữ nguyên huyện Nhà Bè cũ có từ năm 1975.
Ngày 2 tháng 7 năm 1976, Quốc hội nước Cộng hòa Xã hội chủ nghĩa Việt Nam khoá VI, kỳ họp thứ 1 chính thức đổi tên thành phố Sài Gòn - Gia Định thành Thành phố Hồ Chí Minh. Huyện Nhà Bè trở thành huyện trực thuộc Thành phố Hồ Chí Minh.
Sau năm 1975: 
- Nhận thêm xã Hiệp Phước từ huyện Cần Giuộc, tỉnh Long An
- Sáp nhập 2 xã Phước Long Đông và Long Kiểng với nhau để lập thành xã Phước Kiển
- Đổi tên xã Phú Mỹ Tây thành Phú Mỹ, xã Phú Xuân Hội thành Phú Xuân, xã Tân Quy Đông thành Tân Quy, xã Tân Thuận Đông thành Tân Thuận, xã Phước Lộc Thôn thành Phước Lộc và xã Long Đức thành Long Thới.

Như thế, huyện Nhà Bè bao gồm 09 xã: Phú Mỹ, Phú Xuân, Phước Kiển, Tân Quy, Tân Thuận, Hiệp Phước, Phước Lộc, Nhơn Đức và Long Thới.
Ngày 17 tháng 7 năm 1986, theo quyết định 87-HĐBT của Hội đồng bộ trưởng về việc: 
- Chia xã Tân Quy thành 2 xã: Tân Quy Đông và Tân Quy Tây
- Chia xã Tân Thuận thành 2 xã: Tân Thuận Đông và Tân Thuận Tây
- Thành lập thị trấn Nhà Bè từ phần đất cắt ra của 2 xã: Phú Xuân và Phú Mỹ.

Từ đó đến đầu năm 1997, huyện Nhà Bè có 12 đơn vị hành chính trực thuộc, bao gồm thị trấn Nhà Bè (huyện lỵ) và 11 xã: Tân Quy Đông, Tân Quy Tây, Tân Thuận Đông, Tân Thuận Tây, Phú Mỹ, Phú Xuân, Long Thới, Nhơn Đức, Phước Kiển, Hiệp Phước, Phước Lộc.
Ngày 6 tháng 1 năm 1997, Chính phủ Việt Nam ban hành Nghị quyết số 03-CP về việc thành lập các quận, phường mới thuộc Thành phố Hồ Chí Minh. Theo đó, thành lập Quận 7 trên cơ sở toàn bộ diện tích tự nhiên và dân số của các xã Tân Quy Đông, Tân Quy Tây, Tân Thuận Đông, Tân Thuận Tây, Phú Mỹ và 337 ha diện tích tự nhiên với 6.636 nhân khẩu của thị trấn Nhà Bè. Quận 7 có 3.576 ha diện tích tự nhiên và 90.920 nhân khẩu.
Sau khi điều chỉnh địa giới hành chính, huyện Nhà Bè còn lại 9.620 ha diện tích tự nhiên và 61.480 người với 7 đơn vị hành chính trực thuộc, bao gồm 1 thị trấn và 6 xã. Trung tâm hành chính của huyện dời về xã Phú Xuân.
Ngày 16 tháng 6 năm 2025, Ủy ban Thường vụ Quốc hội ban hành Nghị quyết số 1685/NQ-UBTVQH15 (áp dụng từ ngày 30 tháng 6 năm 2025). Theo đó, giải thể huyện Nhà Bè và sắp xếp lại các xã mới cụ thể như sau:
- Xã Nhà Bè: Gồm Thị trấn Nhà Bè, xã Phú Xuân, Phước Kiển, Phước Lộc.
- Xã Hiệp Phước: Gồm các xã Nhơn Đức, Long Thới và xã Hiệp Phước.

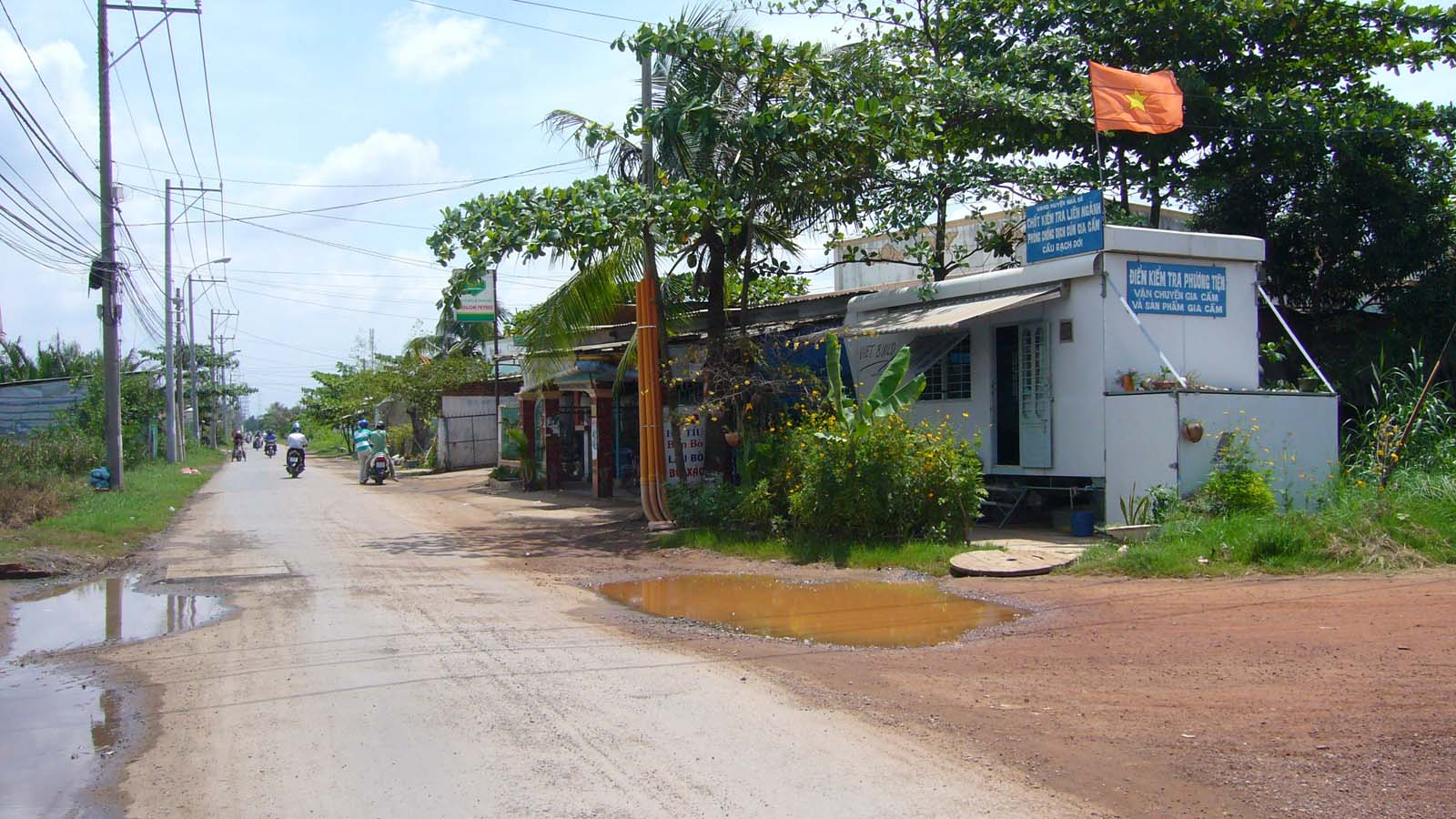
Một vùng quê tại huyện Nhà Bè

## Kinh tế
Huyện được xác định là phát triển theo hướng công nghiệp, tiểu thủ công nghiệp, thương mại dịch vụ và nông nghiệp. Tuy nhiên, trong những năm đầu thế kỷ XXI, nông nghiệp vẫn đóng vai trò quan trọng trong cơ cấu kinh tế của Nhà Bè.
Hiện nay trên địa bàn huyện Nhà Bè đã và đang hình thành một số khu đô thị mới như khu đô thị Làng Đại học ABC, khu đô thị The Star Village, khu đô thị GS Metrocity, khu đô thị The Sun City Phước Kiển, khu đô thị Garden Park, khu đô thị Nam Sài Gòn Riverside, khu đô thị Phú Gia Cotex, khu đô thị Nhà Bè Dragon City...

## Văn hoá
Trên địa bàn huyện Nhà Bè có một số địa điểm văn hoá như: chùa Phú Xuân.

### Ca dao về địa danh Nhà Bè
Sông Đồng Nai chảy qua thành phố Biên Hòa, đến Nhà Bè thì có thêm phụ lưu là sông Sài Gòn. Vì vậy ca dao có câu:
| “                 | Nhà Bè nước chảy chia đôi, Ai về Gia Định, Đồng Nai thì về... | ” |
| — Ca dao Việt Nam |                                                               |   |

## Giáo dục

### Các trường THCS
| STT | Tên trường                    | Thành lập | Địa chỉ       | Hiệu trưởng | Ghi chú và Website                           |
| --- | ----------------------------- | --------- | ------------- | ----------- | -------------------------------------------- |
| 1   | Trường THCS Nguyễn Bỉnh Khiêm |           |               |             | https://thcsnguyenbinhkhiemnhabe.hcm.edu.vn/ |
| 2   | Trường THCS Lê Văn Hưu        |           |               |             | https://thcslevanhuu.hcm.edu.vn/             |
| 3   | Trường THCS Nguyễn Văn Quỳ    |           |               |             | https://thcsnguyenvanquy.hcm.edu.vn/         |
| 4   | Trường THCS Hiệp Phước        |           | Xã Hiệp Phước |             | https://thcshiepphuoc.hcm.edu.vn/            |
| 5   | Trường THCS Phước Lộc         |           | Xã Phước Lộc  |             | https://thcsphuocloc.hcm.edu.vn/             |
| 6   | Trường THCS Nguyễn Thị Hương  |           |               |             | https://thcsnguyenthihuong.hcm.edu.vn/       |
| 7   | Trường THCS Lê Thành Công     |           |               |             | https://thcslethanhcong.hcm.edu.vn/          |
| 8   | Trường THCS Hai Bà Trưng      |           |               |             | https://thcshaibatrungnhabe.hcm.edu.vn/      |

## Giao thông

### Đường bộ
Có đường cao tốc Bến Lức – Long Thành đi qua. Ngoài ra còn có một số đường tỉnh, đường huyện khác.

### Đường phố
| Các đường đặt tên số Bác Sáu Lung Bàu Le Cầu Đình Chánh Hưng Dương Cát Lợi Dương Thị Năm Đào Sư Tích Đào Tông Nguyên | Đặng Nhữ Lâm Gò Me Huỳnh Tấn Phát Huỳnh Thị Đồng Lê Thị Kỉnh Lê Thị Tám Lê Văn Lương Liên ấp 2-3 | Mương Lớn Ngô Quang Thắm Nguyễn Bình Nguyễn Hữu Thọ Nguyễn Thị Hương Nguyễn Văn Ràng Nguyễn Văn Tạo Phan Văn Bảy Phạm Hữu Lầu | Phạm Thị Kỳ Phạm Thị Quy Rạch Dộp Sáu Khách Tám Phàm Trần Thị Liền Trần Thị Tao Xóm Đình |

### Các cây cầu trên địa bàn huyện
- Cầu Rạch Tôm qua sông Bà Sáu
- Cầu Phước Long bắc qua Rạch Đĩa
- Cầu Rạch Dơi bắc qua Sông Kinh
- Cầu Hiệp Phước bắc qua Sông Kinh
- Cầu Rạch Đĩa bắc qua Rạch Đĩa
- Cầu số 1 và cầu số 2 đường Nguyễn Hữu Thọ
- Cầu Cống Dinh bắc qua rạch Long Kiển
- Cầu Bà Chiêm bắc qua sông Mương Chuối
- Cầu Long Kiển (cầu sắt) bắc qua sông Long Kiển.

Ngoài ra, còn có 25 cây cầu đã hạ tải trọng như: cầu Rạch Đĩa sắt đang xuống cấp.